# Tsele Natsok Rangdröl
Tsele Natsok Rangdröl (rtse le sna tshogs rang grol), (né en 1608), était un maître, enseignant et écrivain du bouddhisme tibétain. Il était connu pour sa rigueur envers l'alcool, et pour ses nombreuses œuvres.

## Sources
- Site bouddhiste en anglais.